# Ahsoka (seriál)
Ahsoka je americký televizní seriál, který pro Disney+ vytvořili Jon Favreau a Dave Filoni. Jedná se o součást mediální franšízy Star Wars, spin-off seriálu Mandalorian s ústřední postavou Ahsoka Tano, která se poprvé objevila v animovaném filmu Star Wars: Klonové války, již v roce 2008. Seriál existuje vedle dalšího spin-offu Mandaloriana Boba Fett: Zákon podsvětí. Odehrává se ve stejném časovém rámci jako jeho další propojené spin-offy po událostech filmu Návrat Jediů (1983) a zároveň slouží jako pokračování animovaného seriálu Star Wars Povstalci. Seriál sleduje Ahsoku Tano, která vyšetřuje vznikající hrozbu pro galaxii po pádu Impéria.
V roli Ahsoky Tano se představila Rosario Dawsonová, která si tak zopakovala svou roli ze seriálu Mandalorian. Postava Ahsoky je bývalá Jedijská učednice Anakina Skywalkera. Byla vytvořena pro animovaný seriál Star Wars: Klonové války a v hrané podobě debutovala ve druhé sérii Mandaloriana. V prosinci 2020 byl ohlášen spin-off seriálu zaměřeného na tuto postavu, v němž si Dawsonová zopakovala svou roli a Filoni, který postavu spoluvytvořil se stal scenáristou. Natáčení proběhlo od května do října 2022. V dubnu 2023 bylo odhaleno další herecké obsazení v němž se objevilo několik postav ze seriálu Povstalci, kde vynikl Lars Mikkelsen, který si zopakoval svou roli velkoadmirála Thrawna z Povstalců. První řada sestává z osmi dílů a byla premiérově vydávána od 22. srpna do 3. října 2023.
V lednu 2024 bylo oznámeno, že je ve vývoji druhá řada. Jejíž natáčení by mělo začít na konci roku 2024.

## Postavy a obsazení

### Hlavní role
- Rosario Dawsonová (v českém znění Kateřina Winterová[13]) jako Ahsoka Tano, bývalá jediská učedníce (neboli Padawan) Anakina Skywalkera, která kdysi za Klonových válek opustila Řád Jedi. Roli si herečka zopakovala.[14][15] Dawsonová zmínila, že hlavové výrůstky (lekku a montrals) postavy byly přestavěny pomocí „technologie, která v době, kdy jsme začínali, ještě neexistovala“, takže jsou delší a mají v sobě kostru vytištěnou na 3D tiskárně, což umožňuje plynulejší pohyb.[16]Dawsonová nahradila Ashley Ecksteinovou, která Ahsoku namluvila ve všech animovaných projektech od filmu Star Wars: Klonové války (2008), včetně audioknihy Ahsoka.
  - Ariana Greenblatt (v českém znění Karolína Křišťálová[13]) jako mladá Ahsoka Tano ve vizi Klonových válek.
- Natasha Liu Bordizzo (v českém znění Nina Horáková[13]) jako Sabine Wren, učednice Ahsoky, mladá mandalorianská válečníce a graffiti umělkyně, bývalá studentka impériální akademie, bývalá nájemná lovkyně a členka bývalého Povstání se znalostí zbraní, výbušnin a dalších technologií.[17][15] Bordizzo zhlédla seriál Povstalci kvůli přípravě na roli.[18]
- Mary Elizabeth Winsteadová (v českém znění Tereza Martinková[13]) jako Hera Syndulla, generálka Nové republiky z druhu Twi'lek, vlastnící loď Ghost a bývalá velitelka malé povstalecké buňky, ve které byli i Ezra a Sabine. Měla krátký romantický vztah s Ezrovým jediským mistrem Kananem Jarrusem, s kterým má syna Jacena.[19][15]
- Ray Stevenson (1. řada), Rory McCann (2. řada) (v českém znění Miloslav Mejzlík[13] [1. řada]) jako Baylan Skoll, bývalý Jedi přeživší Rozkazu 66, mistr Shin a spojenec Thrawna.[20][15][8]
- Ivanna Sakhno (v českém znění Vanda Chaloupková[13]) jako Shin Hati, Baylanova učednice v Síle.[21][8]
- Diana Lee Inosanto (v českém znění Apolena Veldová[13]) jako Morgan Elsbeth, následovnice Thrawna, bývalá imperiálka a místodržící města Kalodan na planetě Corvus, kde jí v souboji porazila Ahsoka, což se stalo v seriálu Mandalorian.[15]
- David Tennant (v českém znění Jakub Saic[13]) jako Huyang, jediský droid, který pomáhal s výrobou světelných mečů pro mladé jediské učedníky. Tennant si roli zopakuje po animovaném seriálu Klonové války.[15]
- Lars Mikkelsen (v českém znění Lukáš Hlavica[13]) jako Thrawn, imperiální velkoadmirál z druhu Chiss, jeden z nejlepších stratégů Impéria, který kvůli plánu Ezry Bridgera společně s ním zmizel neznámo kam.[22] Mikkelsen předtím namluvil postavu v animované podobě v Povstalcích.[23] Mikkelsen cítil, že Thrawn je impozantní protivník, protože je „o sedm kroků před všemi“ a není jako Jediové uživatelem Síly.[24]
- Eman Esfandi (v českém znění Robin Pařík[13]) jako Ezra Bridger, mladý Jedi se kterým spolupracovala Ahsoka společně s jeho mistrem Kananem Jarrusem a jejich povstaleckou buňkou na několika misích. Později společně s imperiálním velkoadmirálem Thrawnem zmizel neznámo kde, kvůli svému plánu na osvobození své domovské planety Lothal.[25][15]
- Evan Whitten (v českém znění Vít Eduard Gajdoš[13]) jako Jacen Syndulla, syn Hery Syndully a jedie Kanana Jarruse
- Genevieve O'Reilly (v českém znění Helena Dvořáková[13]) jako Mon Mothma, kancléřka Nové republiky a bývalá senátorka předimperiální Galaktické republiky i Impéria a bývalá vůdkyně Povstání. Tato postava se objevila již v několika filmech a seriálech Star Wars. Herečka si roli také zopakuje.[15][26]
- Anthony Daniels (v českém znění Jaroslav Plesl[13]) jako C-3PO, protokolární droid senátorky Nové republiky Leii Organy. Daniels si tuto roli zopakoval po mnoha projektech, počínaje prvním natočeným filmem Star Wars Nová naděje (1977).
- Hayden Christensen (v českém znění Marek Lambora[13]) jako Anakin Skywalker, bývalý Jediský mistr Ahsoky, který propadl temné straně Síly a stal se Sithským pánem Darthem Vaderem, ale nakonec se vrátil k dobru.[27]

### Vedlejší role
- Paul Darnell jako Marrok, imperiální Inkvizitor pracující pro Elsbeth.
- Maurice Irvin (v českém znění Petr Gelnar[13]) jako Mawood, senátor Nové republiky[26]
- Jacqueline Antaramian jako Rodrigo, senátor Nové republiky[26]
- Nelson Lee (v českém znění Miloslav König[13]) jako Hamato Xiono, senátor Nové republiky, který se objevil už v animovaném seriálu Odboj, kde byl otec hlavního hrdiny Kazudy.[26][28]
- Erica Duke jako Gran, senátorka Nové republiky[26]
- Vinny Thomas (v českém znění Kryštof Krhovják[13]) jako Jai Kell, senátor Nové republiky za Lothal
- Shelby Young (v českém znění Pavla Dostálová[13]) jako C1-D1, organizační droid v Corellianském doku
- Kelly Phelan (v českém znění Michaela Dinhová[13]) jako velitelka posádky v Corellianském doku
- P.J. Johal (v českém znění Tomáš Novotný[13]) jako komunikační důstojník Nové republiky
- Anthony Notarile (v českém znění Richard Wágner[13]) jako komunikační důstojník Nové republiky

### Hostující role
- Mark Rolston (v českém znění Petr Pospíchal[13]) jako kapitán Hayle, velitel lodi Nové republiky
- Clancy Brown (v českém znění Zdeněk Maryška[13]) jako Ryder Azadi, guvernér planety Lothal, který tuto pozici zastával již před Impériem. Za vlády Impéria byl uvězněn a po útěku z vězení se přidal k povstání a pomohl osvobodit svoji planetu. Brown této postavě propůjčil hlas v animovaném seriálu Povstalci.
- Matthew Law (v českém znění Aleš Bílík[13]) jako kapitán Porter, pilot Nové republiky na Lothalu
- Peter Jacobson jako Myn Weaver, vedoucí doku určeného k rozebrání bývalých imperiálních lodí
- Paul Sun-Hyung Lee (v českém znění Tomáš Karger[13]) jako kapitán Carson Teva, pilot Nové republiky. Herec si svou roli zopakoval po seriálech Mandalorian a Boba Fett: Zákon podsvětí.
- Temuera Morrison (v českém znění Jan Šťastný[13]) jako hlas kapitána Rexe ve vizi Klonových válek. Klonový voják Galactické republiky a velitel 501. jednotky a přímý podřízený Ahsoky a Anakina.
- Eisa Davis jako kapitánka Girard, velitelka lodi Nové republiky.
- Claudia Black (v českém znění Zlata Adamovská[13]) jako Klothow, jedna z Velkých matek sekty čarodějnic užívajících Sílu, nazývaných Sestry noci
- Jeryl Prescott (v českém znění Zuzana Mixová[13]) jako Aktropaw, jedna z Velkých matek sekty čarodějnic užívajících Sílu, nazývaných Sestry noci
- Jane Edwina Seymour (v českém znění Jarmila Švehlová[13]) jako Lakesis, jedna z Velkých matek sekty čarodějnic užívajících Sílu, nazývaných Sestry noci
- Wes Chatham (v českém znění Kryštof Rímský[13]) jako kapitán Enoch, velitel Thrawnovi stráže[29]

Objevil se také Heřin droid Chopper. Několik klíčových postav se poprvé objevilo v animovaném seriálu Povstalci.
Seriál přeložil Vojtěch Kostiha. Český dabing režírovali Vladimír Žďánský a Radka Přibyslavská.

## Seznam dílů
Ke všem osmi dílům napsal scénář Dave Filoni a některé i režíroval. Dalšími režiséry seriálu jsou Peter Ramsey, Steph Green, Jennifer Getzinger, Geeta Patel a Rick Famuyiwa.
| Č. v seriálu | Č. v řadě | Původní název                                    | Český název                           | Režie              | Scénář      | Premiéra na Disney+ |
| ------------ | --------- | ------------------------------------------------ | ------------------------------------- | ------------------ | ----------- | ------------------- |
| 1            | 1         | Part One: Master and Apprentice                  | Část 1: Mistři a učedníci             | Dave Filoni        | Dave Filoni | 22. srpna 2023      |
| 2            | 2         | Part Two: Toil and Trouble                       | Část 2: V potu tváře                  | Steph Green        | Dave Filoni | 22. srpna 2023      |
| 3            | 3         | Part Three: Time to Fly                          | Část 3: Čas odletu                    | Steph Green        | Dave Filoni | 29. srpna 2023      |
| 4            | 4         | Part Four: Fallen Jedi                           | Část 4: Ztracení Jediové              | Peter Ramsey       | Dave Filoni | 5. září 2023        |
| 5            | 5         | Part Five: Shadow Warrior                        | Část 5: Stínový válečník              | Dave Filoni        | Dave Filoni | 12. září 2023       |
| 6            | 6         | Part Six: Far, Far Away                          | Část 6: Daleko, předaleko             | Jennifer Getzinger | Dave Filoni | 19. září 2023       |
| 7            | 7         | Part Seven: Dreams and Madness                   | Část 7: Sny a šílenství               | Geeta Patel        | Dave Filoni | 26. září 2023       |
| 8            | 8         | Part Eight: The Jedi, the Witch, and the Warlord | Část 8: Jedi, čarodějnice a vojevůdce | Rick Famuyiwa      | Dave Filoni | 3. října 2023       |

## Produkce

### Vývoj
V prosinci 2020 Lucasfilm oznámil několik spin-offů seriálu Mandalorian od Disney+, včetně seriálů Ahsoka a Boba Fett: Zákon podsvětí; spin-offy existují vedle Mandaloriana prostřednictvím vzájemně propojených příběhů, které vyvrcholí „vrcholnou příběhovou událostí“, přičemž Star Wars: Skeleton Crew se rovněž odehrává ve stejném období jako Mandalorian a Ahsoka. Každý ze seriálů souběžně vyvíjeli Jon Favreau a Dave Filoni, přičemž Filoni je autorem scénáře a hlavním producentem seriálu Ahsoka. Seriál se zaměřuje na postavu Ahsoky Tano, kterou Filoni vytvořil pro animovaný seriál Star Wars: Klonové války a která debutovala v hrané podobě ve druhé sérii Mandaloriana. Do dubna 2022 byl najat Peter Ramsey, aby režíroval alespoň jednu epizodu seriálu, přičemž Filoni sám režíroval několik epizod. V dubnu 2023 byl potvrzen zbytek režisérů, jimiž jsou Steph Green, Jennifer Getzinger, Geeta Patel a Rick Famuyiwa. Filoni vysvětlil, že osm epizod série bude mít "relativně" podobnou délku jako předchozí epizody, na kterých pracoval u Mandaloriana a Boby Fetta (které měly od 32 do 47 minut), a poznamenal, že doufá, že se budou "hýbat" a budou "...rychlé, protože aby akce fungovala, musí být kratší". Výkonnými producenty jsou Kathleen Kennedyová, Carrie Becková a Colin Wilson.
7. ledna 2024 Lucasfilm oznámil spolu s vývojem nového filmu navazujícím na seriál Mandalorian, že probíhají práce na druhé řadě Ahsoky.

### Scénář
Seriál začíná po vystoupení Ahsoky v seriálech Mandalorian a Boba Fett: Zákon podsvětí v nichž se ukazuje, že loví postavu velkoadmirála Thrawna, a Filoni řekl, že seriál bude vyprávět seriálový příběh na pokračování, nikoliv že by měl mít v každé epizodě samostatné dobrodružství. Aby bylo zajištěno, že postava Thrawna bude napsána správně, Filoni a Favreau se poradili s autorem knižní Thrawnovy trilogie Timothym Zahnem o tom, jak zadaptovat tuto postavu správným způsobem. V dubnu 2022 herečka Rosario Dawsonová potvrdila, že Ahsoka bude pokračovat v příběhu začatém v animovaném seriálu Star Wars Povstalci. Pokud jde o to, že seriál Ahsoka je pokračováním Povstalců nebo že se o něm mluví jako o páté řadě tohoto seriálu. Filoni na to řekl, že je to „zajímavé“ a „jeden ze způsobů, jak se na to dívat.“ A vysvětlil, „Když vyprávím tyto příběhy, neomezuji se na věci typu: 'No, udělal jsem to v animaci, takže bych to udělal výrazně jinak v hrané podobě.' Ten příběh je takový jaký je a já jsem ho vyprávěl v jednom z médií.“

### Obsazení
S oznámením seriálu v prosinci 2020 bylo potvrzeno, že Rosario Dawsonová si zopakuje roli Ahsoky Tano ze seriálu Mandalorian, v srpnu 2021 Lucasfilm údajně hledal herečku, která by v seriálu ztvárnila postavu Sabine Wren ze seriálu Povstalci. V říjnu byl obsazen Hayden Christensen, aby si zopakoval svou roli Anakina Skywalkera a do listopadu byla do role Wren obsazena Natasha Liu Bordizzo. Později téhož měsíce se k obsazení připojila Ivanna Sakhno v blíže nespecifikované roli. V lednu 2022 se k obsazení připojila Mary Elizabeth Winsteadová v blíže nespecifikované roli a následující měsíc se k obsazení připojil Ray Stevenson jako admirál. Stevenson předtím namluvil postavu Gara Saxona v seriálech Povstalci a Klonové války. Bordizzo byla oficiálně oznámena jako Wren v květnu, kdy bylo odhaleno, že se v seriálu objeví i další postavy z Povstalců, včetně Hery Syndully a Choppera. V září 2022 vyšlo najevo, že Eman Esfandi byl obsazen do role Ezry Bridgera, přičemž se do té doby spekulovalo, že tuto postavu bude v seriálu hrát Mena Massoud, který po odhalení obsazení Esfandiho uvedl, že se o roli ucházel, ale castingovým procesem nepokročil dále.
Na Star Wars Celebration v Londýně v dubnu 2023 bylo odhaleno, že Winsteadová ztvárnila Heru Syndullu, Sakhno Shin Hati a Stevenson Baylana Scholla. Kromě toho si Genevieve O'Reilly, Diana Lee Inosanto, David Tennant a Lars Mikkelsen zopakovali své role Mon Mothmy, Morgan Elsbeth, hlas droida Huyanga, respektive velkoadmirála Thrawna, zatímco různé senátory ztvárnili Maurice Irvin, Jacqueline Antaramian, Nelson Lee a Erica Duke. Mikkelsen dříve odmítal, že by si roli zopakoval, než byl pro seriál potvrzen. Navíc bylo odhaleno, že Wes Chatham se v seriálu objeví jako Thrawnova „pravá ruka“.

### Natáčení
Natáčení začalo 9. května 2022 v Los Angeles pod pracovním názvem Stormcrow. Kameramany byli Eric Steelberg a Quyen Tran. Seriál využívá technologii virtuální produkce StageCraft. Tennant před natáčením nahrál ranou verzi své role, aby s ním herci mohli hrát. Natáčení skončilo v říjnu téhož roku. Druhá řada se začala natáčet na konci dubna 2025.

### Hudba
V dubnu 2023, během Star Wars Celebration v Londýně, bylo odhaleno, že Kevin Kiner složí hudbu pro seriál Ahsoka poté, co předtím složil hudbu pro animované seriály Klonové války, Povstalci, Vadná várka a Příběhy rytířů Jedi.